# Alexandria (Rio Grande do Norte)
Alexandria is een gemeente in de Braziliaanse deelstaat Rio Grande do Norte. De gemeente telt 14.151 inwoners (schatting 2009).